# Международное христианское посольство в Иерусалиме
Международное христианское посольство в Иерусалиме (International Christian Embassy Jerusalem — ICEJ) — христианская сионистская организация сторонников Израиля.

## Исторический фон
В конце 1970-х годов резко увеличилось политическое давление на Израиль. 90 государств из 138 представленных в то время в ООН практически беспрекословно поддерживали любое арабское предложение. Такова была политика блока неприсоединившихся стран, объединявшего и ряд государств третьего мира, в котором арабские государства и мусульманские страны имели серьёзный вес и мощное влияние.
«Неприсоединившиеся» традиционно поддерживались государствами социалистического блока и странами социалистической ориентации. Согласно ряду источников, «опираясь на автоматическое большинство, арабские страны легко продвигали антиизраильские резолюции в различных органах ООН» . Так, в 1979 году в СБ ООН было принято 7 резолюций, осуждающих действия Израиля 
, а за первые шесть месяцев 1980 года уже 8. 
В приложении A/ES-7/8 к протоколу решения шестой Конференции глав государств и правительств неприсоединившихся стран от 22 июля 1980 года , декларировавшем ряд основных принципов всеобъемлющего урегулирования, прямо было указано в параграфе 102, пункт (d):

Город Иерусалим является неотъемлемой частью оккупированной Палестины. Он должен быть полностью покинут и безоговорочно передан под арабский суверенитет.
Оригинальный текст (англ.)The city of Jerusalem is an integral part of occupied Palestine. It must be evacuated in its entirety and restored unconditionally to Arab sovereignty;

Израиль отреагировал незамедлительно. Уже 30 июля 1980 года кнессет принял «Основной закон» об Иерусалиме, в котором он провозгласил, что:

1. Иерусалим, единый и неделимый, является столицей Израиля. 

2. В Иерусалиме находятся президент государства, Кнессет, правительство и Верховный суд.
Оригинальный текст (иврит)
1. ירושלים השלמה והמאוחדת היא בירת ישראל. 

2. ירושלים היא מקום מושבם של נשיא המדינה,
הכנסת, הממשלה ובית המשפט העליון.

В законе также предусматривалась охрана святых мест от осквернения и от всего того, что может нарушить свободу доступа к ним представителей различных религий, или оскорбить их чувства. Кроме того, в законе содержались положения, касающиеся развития города в экономической и других областях.
Ранее, 27 июня 1967 года, кнессетом был принят «Закон об охране святых мест», согласно которому законодательство, юрисдикция и административные постановления, существующие в Израиле, вступают в силу и в Восточном Иерусалиме и некоторых окружающих его районах, которые ранее находились под контролем Иордании. Этим же постановлением объединенный город был провозглашён единой и неделимой столицей страны. Именно этот статус города и был зафиксирован в первой статье принятого 30 июля 1980 года «Основного закона» о Иерусалиме — столице Израиля.
Решение Израиля принять закон, по которому Восточный Иерусалим официально аннексировался, а объединенный город объявлялся столицей Израиля, было отвергнуто Советом Безопасности и Генеральной Ассамблеей. А 20 августа 1980 года на 2245-м заседании Совета Безопасности ООН, была принята Резолюция Совета Безопасности ООН 478. Одним из пунктов резолюции было требование к государствам, которые учредили дипломатические миссии в Иерусалиме, вывести их из города.

## Создание Посольства
В ответ на осуждение Израиля и после того, как 13 стран перевели свои посольства из Иерусалима в Тель-Авив, «опасаясь угрозы арабов наложить на них нефтяное эмбарго», 1400 христиан из 40 стран открыли в 1980 году Международное Христианское Посольство в Иерусалиме (МХПИ) . «Это было актом солидарности с еврейским народом и их связью со святым городом в течение уже трех тысяч лет» .

### Персонал
- Исполнительный директор — Юрген Бюлер
- Международный директор — Юха Кетола
- Вице председатель международного совета МПХИ — Малкольм Хеддинг

В Посольстве более 30 сотрудников работают на постоянной основе. Многие из них пожертвовали своими карьерами, оставили дома и друзей, как они утверждают, «откликнувшись на призыв Иисуса Христа».
Персонал МХПИ многонационален, сотрудники говорят на разных языках и происходят из самых разных социальных, образовательных, культурных слоев.

## Цели Посольства
С самого основания МХПИ имело две цели. Во-первых, служить проводником утешения и благословения Израилю от верующих в разных странах. Во-вторых, существующему поколению людей МХПИ провозглашает Божий план исполнения обетований, данных Богом отцам Израиля, а именно, что дети Израиля будут возрождены на своей земле и придут к праведным отношениям со своим Богом, Богом Израиля.

## Идеология Посольства
«Говорите к сердцу Иерусалима и возвещайте ему, что исполнилось время борьбы его...» (Исайи 40:2)
Христиане представители Посольства считают, что хоть и современная реставрация Израильского государства сопровождается конфликтами и войнами, но Бог собрал Свой народ из многих стран, неся благословения и искупление. Страдания Израиля связаны с его призванием. Выбор Господа пал на эту страну, чтобы она стала инструментом искупления. Искупительное благословение Господа пришло во все семьи мира от Израиля. Этот искупительный механизм постоянно подвергается атакам сил тьмы. Для них уравнение выглядит просто. Разрушить Израиль, значит навредить плану Господа для мира. К счастью, Исайя провозглашает, что «день» борьбы приходит к концу. Настанет время, когда весь мир узнает, что Израиль существует для благословения, а не проклятия.
* Проявлять заботу о еврейском народе и государстве Израиль.

«Утешайте, утешайте народ Мой, говорит Бог ваш;» (Исайи 40:1).
- Предоставлять христианам правильное понимание происходящего в Израиле сегодня, чтобы мировые события интерпретировались в свете Божьих слов:

«Ты же, Господи, вовек пребываешь, и память о Тебе в род и род. Ты восстанешь, умилосердишься над Сионом, ибо время помиловать его, - ибо пришло время; ибо рабы Твои возлюбили и камни его, и о прахе его жалеют. И убоятся народы имени Господня, и все цари земные - славы Твоей. Ибо созиждет Господь Сион и явится во славе Своей;» (Пс. 101:13-17)
- Быть центром, где христиане могли бы принять Библейское понимание роли Израиля и научиться правильно относиться к стране.

«Вы были в то время без Христа, отчуждены от общества Израильского, чужды заветов обетования, не имели надежды и были безбожники в мире. А теперь во Христе Иисусе вы, бывшие некогда далеко, стали близки Кровию Христовою. Ибо Он есть мир наш, соделавший из обоих одно и разрушивший стоявшую посреди преграду...» (Еф. 2:12-14)
- Напоминать и воодушевлять христиан на молитву о мире Иерусалиму, Израилю и народу этой страны.

«На стенах твоих, Иерусалим, Я поставил сторожей, которые не будут умолкать ни днем, ни ночью. О, вы, напоминающие о Господе! не умолкайте, - не умолкайте пред Ним, доколе Он не восстановит и доколе не сделает Иерусалима славою на земле.» (Ис. 62:6-7).
- Побуждать христианских лидеров, церкви и организации, чтобы те в своих странах выступали за Израиль и евреев.

« И сказал Господь Авраму: пойди из земли твоей, от родства твоего и из дома отца твоего [и иди] в землю, которую Я укажу тебе; и Я произведу от тебя великий народ, и благословлю тебя, и возвеличу имя твое, и будешь ты в благословение; Я благословлю благословляющих тебя, и злословящих тебя прокляну; и благословятся в тебе все племена земные.» (Быт. 12:1-3)
- Быть частью великого Божьего плана по возвращению евреев в Израиль.

«Так говорит Господь Бог: вот, Я подниму руку Мою к народам, и выставлю знамя Мое племенам, и принесут сыновей твоих на руках и дочерей твоих на плечах.» (Ис. 49:22)
- Начать или помогать проектам, способствующим улучшению жизни в Израиле для всех проживающих там.

«И Царь скажет им в ответ: истинно говорю вам: так как вы сделали это одному из сих братьев Моих меньших, то сделали Мне.» (Мат. 25:40)
- Строить мосты примирения между арабами и евреями.

«...которую благословит Господь Саваоф, говоря: благословен народ Мой - Египтяне, и дело рук Моих - Ассирияне, и наследие Мое - Израиль.» (Ис. 19:25)

## Работа Посольства
МХПИ направляет своих представителей в самые разные места, чтобы объяснить ситуацию на Ближнем Востоке и вокруг Израиля. Их цель - изменять отношение к Израилю и еврейскому народу. Также МХПИ организует совместные встречи представителей местных еврейских общин, граждан Израиля и христианских лидеров для улучшения взаимопонимания и примирения.
МХПИ тесно сотрудничает с кнессетом в различных проектах, как в самом Израиле, так и за рубежом. Эти проекты касаются социальной помощи в Израиле, развития взаимопонимания между христианами и евреями, взаимной поддержки и обращения к правительствам в защиту интересов Израиля. МХПИ часто выступает на стороне Израиля, обращаясь к дипломатам, государственным деятелям и лидерам общин. Связи с посольствами и миссиями Израиля за границей помогают строить гражданскую поддержку Израиля и развивать туризм и паломничество.
Через сеть национальных директоров и представителей во всем мире Посольство поддерживает Израиль посредством конференций, обучающих программ и митингов солидарности.
МХПИ представлено в примерно 60-и странах мира.